# Omnia mutantur, nihil interit

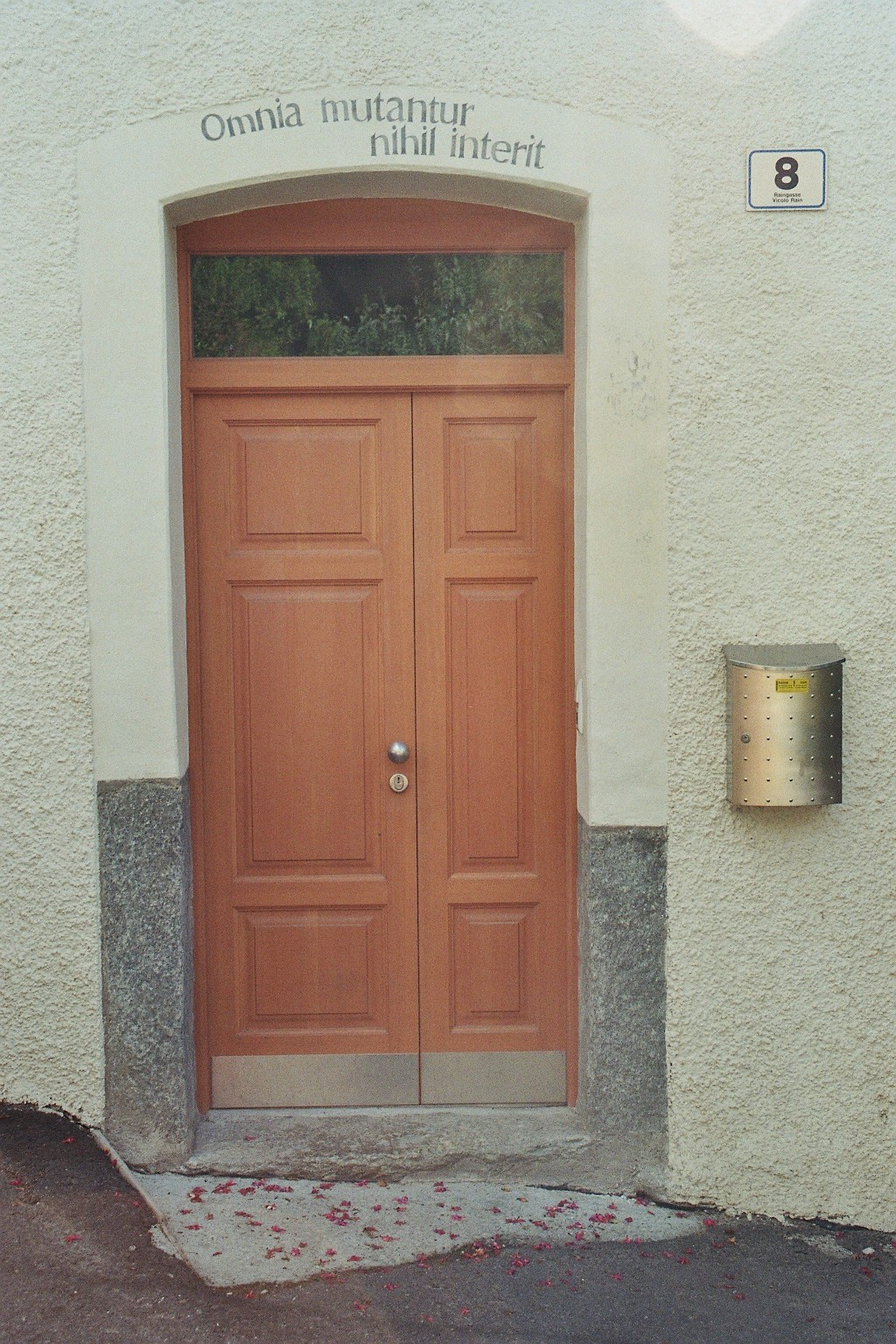
La frase su una porta a Brunico

Omnia mutantur, nihil interit è una locuzione latina d'autore tratta dalle Metamorfosi di Ovidio. 
Tradotta alla lettera significa "tutto muta, nulla perisce".

## Significato filosofico
L'espressione è citata nel XV Libro, verso 165 del poema Le Metamorfosi di Ovidio, nato a Sulmona nel 43 a.C. e morto a Tomi, sul Mar Nero (oggi Costanza, in Romania)  nel 17-18 d.C.
Ovidio, attraverso la voce narrante di  Pitagora di Samo, espone una visione del mondo in cui le forme assunte dalle cose non sono fisse, ma mutevoli e cangianti: esse cambiano di continuo, ciascuna trasformandosi in un'altra, in un perenne processo di metamorfosi. 
È in questa visione pitagorica che si inquadra il problema della morte: il corpo di ogni uomo muore, e insieme ad esso sparisce la sua identità, ma l'anima, in sé, resta immortale, sopravvivendo proprio attraverso le molteplici forme che essa andrà ad assumere attraverso l'infinito e incessante processo di trasmigrazione e metempsicosi.